# Allianz Arena
Az Allianz Arena egy labdarúgóstadion München északi részen, a Bajnokok Ligája mérkőzésein a stadion neve München Arena. Az Allianz Arenában a müncheni csapatok, a TSV 1860 München és az FC Bayern München a 2005/2006-os szezontól játszanak. A 2006-os Világbajnokság alatt a stadion hivatalos neve „FIFA WM-Stadion München” volt. A VB nyitó meccsét is itt játszották. A stadionban nemzetközi, Bajnokok Ligája és UEFA Kupa mérkőzéseken 66 000 néző fér el, mivel ezeken állóhely nem engedélyezett. Bundesliga- és Német (DFB) Kupamérkőzéseken közel 70 000 néző figyelheti a meccseket. 2012-ben itt rendezték az UEFA-bajnokok ligája döntőjét.

## Az építés hátterei
A 2000-es évek elején München két legbefolyásosabb csapatának, az FC Bayern Münchennek és a TSV 1860 Münchennek választani kellett: az Olimpiai Stadion átépítése vagy egy teljesen új aréna felhúzása – az erről szóló heves vita 1997 márciusában robbant ki, ami sokáig elhúzódott. A müncheni sportéletet az az eshetőség fenyegette, hogy a 2006-os világbajnokságot müncheni helyszín nélkül rendezik meg. A rivális klubok, a város és az ország összefogott. 2002. október 21-én Fröttmaning-ben, München egyik külső városrészében megtörtént az alapkőletétel. Rekordszámba menő két és fél évvel később el is készült az új stadion.
A stadion 340 millió €-ba került, a város és az állam még 210 millió €-t adott tereprendezésre és az infrastruktúrára. Az Allianz AG egy leányvállalatán keresztül jelentős összeggel támogatta az építkezést, ezért cserébe az épület 30 évig viseli a cég logóját. Azokon az futballmérkőzéseken azonban, amelyeket az Allianz AG nem szponzorál (mint például az UEFA-rendezvények, vagy a 2006-os világkupa), a logót leszerelik vagy letakarják.
Az építkezést egy megvesztegetési botrány is beárnyékolta: az építkezés utolsó szakaszában őrizetbe vették az építtető cég elnökét, ifjabb Karl-Heinz Wildmosert, aki 2,8 millió euró csúszópénz ellenében a szükségesnél magasabb áron kötött szerződést egy Alpine nevű osztrák kivitelezővel. Néhány héttel az épület átadása előtt 4 és fél éves börtönbüntetésre ítélték el.

## A stadion leírása
Az Allianz Aréna elkészültével nem csak egy új futballstadion született meg, hanem egy új – München város nevéhez fűződő – jellegzetesség is. A 2.874 „légpárnából” álló külső burkolattal, mely piros, fehér és kék színekben is képes pompázni. A stadion építői és tulajdonosai egyaránt büszkék az építményre.
...nekünk van a legszebb stadionunk a világon!
Tisztán futballstadionként nem kellett alternatív használatra: kiállításra, koncertre, atlétikai eseményekre koncessziókat kidolgozni. Ez tette lehetővé, hogy a stadion geometriáját, a környezetét teljesen a futballhoz optimalizáljuk. A legfőbb szempontunk az volt, hogy a nézőket a lehető legközelebb vigyük a pályán történő eseményekhez, és az, hogy a beltér atmoszféráját a lehető legjobbá tegyük.
A stadion egy szabadidőközpont és egy bevásárlóközpont jellemzőit olvasztja magába, mindezt 7000 négyzetméternyi területen: 28 ajándékbolt, 2 db, ezer férőhelyes szurkolói étterem, egy a déli és egy az északi lelátó alatt, a 400 személyes „Arena à la Carte“  vendéglő, irodák, konferenciatermek, különböző vásárlási lehetőségek.
Attól függően, hogy melyik csapat játszik, az egész stadion vagy kék vagy piros színben világít. Formája után „gumicsónak”-nak is becézik.
A nyitómérkőzés 2005. május 30-án volt a TSV 1860 München és az 1. FC Nürnberg között.

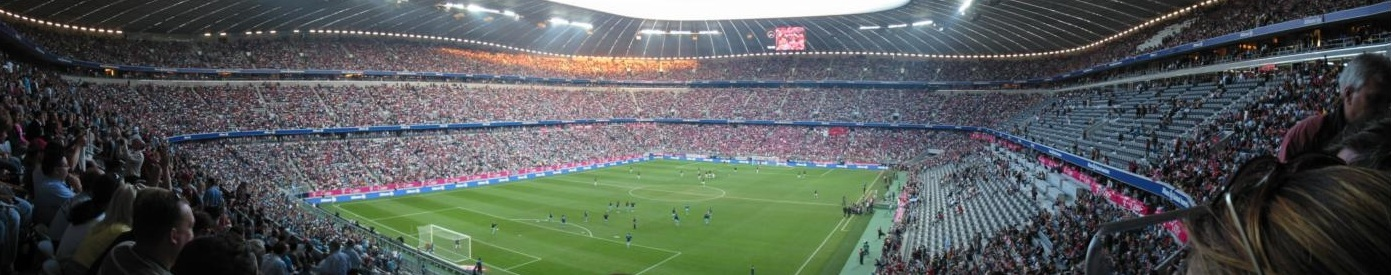
Az Allianz Arena panorámaképe 2005. június 10-én

## A stadion adatai
Alapkőletétel: 2002. október 21.
Befogadóképesség:
- összesen 71.000 teljesen fedett (álló és ülő) hely
- ebből ülőhely: 66.000
- az alsó szinten: 20.000 ülőhely, középső szint: 24.000 ülőhely, felső szint: 22.000 ülőhely
- a déli és északi lelátón állóhelyeké alakítható székek
- 2.200 hely a szponzor és a sajtó számára
- 106 különböző nagyságú páholy 1.374 hellyel
- 200 speciális hely fogyatékkal élőknek

Parkolási lehetőség:
- 9.800 parkolóhely a négyszintes parkolóházban (Európában a legnagyobb)
- 1.200 parkolóhely a stadion 2 szintjén
- 350 parkolóhely buszoknak

Belül:
- jól berendezett sajtórészleg
- egy gyermekmegőrző
- 54 jegyértékesítő
- különböző kereskedelmi egységek
- 4 öltöző-kabin (Bayernnek, 1860-nak, 2 x vendég), 4 kabin az edzőknek és 2 játékvezetői öltöző
- 2 db 110 négyzetméteres bemelegítő helyiség

A játéktér: 68 m x 105 m, teljes gyepfelület: 72 m x 111 m
- felület (palánktól palánkig): 120 m x 83 m
- nézők távolsága a játéktértől: 7,50 m

A különböző szintek meredeksége:
- alsó szint: kb. 24°
- középső szint: kb. 30°
- felső szint: kb. 34°

Audiovizuális eszközök:
- 2 db 100 m²-nyi felületű 16:9-es arányú LCD-kijelző, 42.5 méter magasságban elhelyezve
- 232 hangszóró 45 méteres magasságba

## Mérkőzések

### 2006-os labdarúgó-világbajnokság
| Dátum            | Idő (CEST) | Csapat 1         | Eredmény | Csapat 2              | Forduló                   | Nézők  |
| ---------------- | ---------- | ---------------- | -------- | --------------------- | ------------------------- | ------ |
| 2006. június 9.  | 18:00      | Németország      | 4–2      | Costa Rica            | A csoport (nyitómérkőzés) | 66,000 |
| 2006. június 14. | 18:00      | Tunézia          | 2–2      | Szaúd-Arábia          | H csoport                 | 66,000 |
| 2006. június 18. | 18:00      | Brazília         | 2–0      | Ausztrália            | F csoport                 | 66,000 |
| 2006. június 21. | 21:00      | Elefántcsontpart | 3–2      | Szerbia és Montenegró | C csoport                 | 66,000 |
| 2006. június 24. | 17:00      | Németország      | 2–0      | Svédország            | Nyolcaddöntő              | 66,000 |
| 2006. július 5.  | 21:00      | Portugália       | 0–1      | Franciaország         | Elődöntő                  | 66,000 |

### Egyéb

#### Férfi
| Dátum               |             | Eredmény |               | Esemény                            |
| ------------------- | ----------- | -------- | ------------- | ---------------------------------- |
| 2007. október 17.   | Németország | 0–3      | Csehország    | 2008-as Európa-bajnokság selejtező |
| 2010. március 3.    | Németország | 0–1      | Argentína     | Barátságos mérkőzés                |
| 2013. szeptember 6. | Németország | 3–0      | Ausztria      | 2014-es világbajnokság-selejtező   |
| 2016. március 29.   | Németország | 4–1      | Olaszország   | Barátságos mérkőzés                |
| 2018. szeptember 6. | Németország | 0–0      | Franciaország | 2018–2019-es UEFA Nemzetek Ligája  |

#### Női
| Dátum            |             | Eredmény |       | Esemény             |
| ---------------- | ----------- | -------- | ----- | ------------------- |
| 2013. június 29. | Németország | 4–2      | Japán | Barátságos mérkőzés |